# Inga bullata
Inga bullata là một loài rau đậu thuộc họ Fabaceae.
Loài này chỉ có ở Brasil.